# تریگواسون ۱۴۹۸۸
سیارک ۱۴۹۸۸ (به انگلیسی: 14988 Tryggvason، نامگذاری:1997UA7) چهارده هزار و نهصد و هشتاد و هشتمین سیارک کشف شده‌است که در ۲۵ اکتبر ۱۹۹۷ کشف شد.
قدر مطلق سیارک برابر ۳۰.۹ است.